# Laura Brown
Laura Brown (nascido em 27 de novembro de 1986, em Calgary) é uma ciclista canadense que compete na pista e estrada. Brown competiu nos Jogos Pan-Americanos de 2015.